# Ritratti (Francesco Guccini)
Ritratti (2004) è il ventesimo album del cantautore italiano Francesco Guccini.

## Tracce
1. Odỳsseus – 4:29 (Francesco Guccini)
2. Una canzone – 4:39 (Francesco Guccini)
3. Canzone per il Che – 5:14 (testo: Manuel Vázquez Montalbán, Francesco Guccini – musica: Juan Carlos Biondini[1])
4. Piazza Alimonda – 5:53 (Francesco Guccini)
5. Vite – 5:38 (Francesco Guccini)
6. Cristoforo Colombo – 5:50 (testo: Francesco Guccini e Giuseppe Dati – musica: Giuseppe Dati e Marco Fontana)
7. Certo non sai – 4:28 (testo: Francesco Guccini – musica: Antonio Marangolo)
8. La żiatta (La tieta) (versione in dialetto modenese, fedele all'originale, del brano già noto nella versione italiana di Mina intitolato Bugiardo e incosciente con testo di Paolo Limiti) – 5:48 (testo: Francesco Guccini – musica: Joan Manuel Serrat)
9. La tua libertà – 4:37 (Francesco Guccini)

## Brani

### Odysseus
Il brano contiene citazioni letterarie, da Omero (Odissea) a Dante (Inferno, XXVI canto), passando per Foscolo ("L'isola Petrosa", da A Zacinto), Costantino Kavafis (Itaca) ed altri meno noti.
La capacità gucciniana sta nel restituire, tramite l'uso di questi materiali "scolastici" (ovvero studiati anche nelle scuole "dell'obbligo"), una figura viva, reale ed antieroica dello stesso paladino omerico, senza rinunciare a dipingerlo come un forzato amante di avventure.
L'Ulisse di Guccini, inizialmente, si differenzia da quello dantesco per la mancanza di stimoli a cercare le avventure. Ma sono le avventure a cercar lui, sin dall'inizio ("Bisogna che lo affermi fortemente / che certo non appartenevo al mare / Anche se Dei d'Olimpo e umana gente / Mi sospinsero un giorno a navigare [...]"). In questo, ricorda un po' il Gulliver dei primi due libri dei Gulliver's Travels di Swift. Un uomo spinto a viaggiare, non viaggiatore nato. Allo stesso tempo, però, teso all'avventura come mezzo per scoprire una verità soprannaturale.
Musicalmente la canzone riecheggia temi tipicamente mediterranei. Più importante è il testo della stessa. Oltre le citazioni, abbondano metafore e similitudini di rara eleganza e potenza. ("[...] Il sudore e la terra erano argenti, / il vino e l'olio erano i miei ori [...]" è un'ipotiposi di rara efficacia). Guccini ne fa, come lui, un montanaro, un contadino, ma che è spinto all'avventura, e – come uno scienziato – a "cercare" qualcosa ad ogni costo, fino all'estremo limite dello spazio conosciuto, ma anche del tempo, proprio grazie all'uomo cieco ("[...] Leggende perse nella notte / perenne di chi un giorno mi ha cantato [...]") che ne cantò le gesta, dandogli la possibilità di viaggiare oltre ogni luogo, sul volo "mistico" dei versi dell'Odissea.

### Piazza Alimonda
Racconta il giorno del G8 di Genova, soffermandosi sulla morte del giovane manifestante Carlo Giuliani.

### Cristoforo Colombo
Ritratto del navigatore genovese, delle sue speranza e del suo viaggio, fino alla scoperta dell'America. All'arrivo, però, ha come una visione profetica nella sua mente, e al posto di una "fiaccola di libertà" vede "torri di cristallo", tacchini nel Giorno del Ringraziamento, condannati a morte e aerei da guerra, e vorrebbe fuggire via.
La delusione "americana" del Colombo gucciniano è quella provata dall'autore stesso, che cercava l'America della libertà e trovò la prigione federale di Canzone per Silvia.

### La tua libertà
Canzone incisa nel 1971, venne trasmessa dalla Rai nel corso del programma televisivo Speciale tre milioni nella puntata del 10 settembre 1971, con Francesco che suona in playback e parzialmente sottotitolato, ma non venne mai pubblicata ufficialmente fino all'inclusione in questo album come bonus track.

## Formazione
- Francesco Guccini – voce
- Vince Tempera – pianoforte, tastiera
- Ares Tavolazzi – basso, contrabbasso
- Ellade Bandini – batteria
- Pierluigi Mingotti – basso
- Juan Carlos Biondini – chitarra, cori, bouzouki
- Giancarlo Bianchetti – chitarra ritmica in Odysseus
- Daniele Di Bonaventura – bandoneón
- Antonio Marangolo – sax, percussioni
- Roberto Manuzzi – sax, tastiera, armonica